# 小笠原長幹

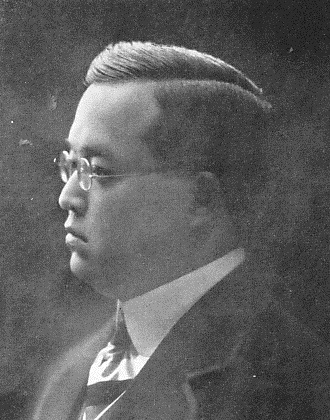
小笠原長幹

小笠原 長幹（おがさわら ながよし、1885年（明治18年）3月2日 - 1935年（昭和10年）2月9日）は、日本の政治家、華族。位階・爵位は従三位伯爵。小笠原宗家30代当主。

## 経歴
最後の小倉藩主だった華族の小笠原忠忱伯爵の長男。1897年（明治30年）3月、家督を相続する。学習院卒業後、イギリスのケンブリッジ大学に留学。帰国後に宮内省に入り式部官となり、1918年（大正7年）7月10日、貴族院議員となる。1920年（大正9年）に陸軍省参事官、1922年（大正11年）に国勢院総裁、その後、行政制度審議会委員などを歴任する。東京浅草の海禅寺に葬られたが、のちに多磨霊園に改葬。
1927年（昭和2年）、小倉藩下屋敷跡に建てられたスペイン風の邸宅（小笠原伯爵邸、新宿区河田町）は、東京都選定歴史的建造物第66号に指定され、2002年（平成14年）6月、民間によって修復され、結婚披露宴も行われるレストランとして利用されている。
政治に打ち込み伯爵同志会を組織化するなど功績を収める一方、美術（彫刻）にも高い能力を発揮。朝倉文夫に師事し、文部省美術展覧会にしばしば入選を果たした。

## 親族
弟に長丕（小笠原貞孚養子）、妹に津軽英麿正室、百子（尚昌室）。妻は阿部正桓の長女・貞子。子に明子（多久龍三郎室）、春枝（久松定武室）、忠春、忠幸（長丕養子）、日英、忠統、鞠子（伊達興宗室）。

## 栄典
位階
- 1920年（大正9年）4月10日 - 正四位
- 1927年（昭和2年）4月15日 - 従三位[4]

勲章
- 1931年（昭和6年）5月1日 - 帝都復興記念章[5]

外国勲章佩用允許
- 1927年（昭和2年）4月19日 - 千九百二十五年聖年祭記念布教博覧会功労章（ローマ法王庁）[6]